# Marina Gurjewna Studnewa
Marina Gurjewna Studnewa (russisch Марина Гурьевна Студнева; * 2. Februar 1959 in Pskow) ist eine ehemalige sowjetische Ruderin. Sie gewann drei Weltmeistertitel und eine olympische Bronzemedaille.

## Sportliche Karriere
Die 1,82 m große Ruderin von Spartak Pskow trat bei den Olympischen Spielen 1980 in Moskau im Vierer mit Steuerfrau an. Marija Fadejewa, Galina Sowetnikowa, Marina Studnewa, Swetlana Semjonowa und Steuerfrau Nina Tscheremissina belegten vor heimischem Publikum den dritten Platz hinter den Vierern aus der DDR und aus Bulgarien. Im Jahr darauf traten Studnewa, Semjonowa und Tscheremissina mit Olha Pywowarowa und Raissa Doligaida an, der sowjetische Vierer gewann den Titel bei den Weltmeisterschaften in München vor den Booten aus der DDR und aus den Vereinigten Staaten.
1982 wechselten Studnewa und Doligaida in den sowjetischen Achter, bei den Weltmeisterschaften in Luzern siegte das sowjetische Boot vor den Achtern aus den USA und aus der DDR. 1983 gehörte Studnewa zu der Besatzung, die den Titel bei den Weltmeisterschaften in Duisburg verteidigte, wie im Vorjahr lagen die Achter aus den USA und der DDR auf den Medaillenrängen dahinter. 1984 nahmen die Ruderinnen aus der Sowjetunion wegen des Olympiaboykotts der Ostblockstaaten nicht an den Olympischen Ruderwettbewerben in Los Angeles teil. Bei den Weltmeisterschaften 1985 starteten Marina Studnewa und Swetlana Semjonowa im Zweier ohne Steuerfrau und belegten den siebten Platz.